# Alexis Talvande
Alexis-Michel Talvande est un homme de lettres, poète et musicien français né le 9 novembre 1800 à Nantes et mort le 11 janvier 1838 à Nantes.

## Biographie
Alexis-Michel Talvande est le fils de Jean-Joseph Talvande, négociant armateur nantais, et d'Angélique Madeleine Ferron. Marié avec Jeanne Aimée Garnier, il est le beau-père du Dr Ambroise Viaud Grand-Marais.
Après sa scolarité au Collège royal de Nantes, il rejoint Paris pour suivre ses études de droit à la fin de l'année de 1820, qu'il n'achève pas pour se consacrer au négoce.
S'intéressant à la musique, il devient l'élève de Pierre Galin, dont il rapporte la méthode de méloplaste à Nantes. Il compose également des poèmes.
À Nantes, il devient membre du conseil de surveillance de l'école mutuelle, administrateur de la Caisse d'épargne et de secrétaire de la Société industrielle.

## Œuvres
- Méditations sur les temps présents (1835)

## Sources
- Émilien Maillard, Nantes et le département au XIXe siècle : littérateurs, savants, musiciens, & hommes distingués, 1891.
- Emmanuel Halgan, Notice sur Alexis-Michel Talvande, 1838
- Prosper Jean Levot, Biographie bretonne, 1857